# Orion Doetinchem
Orion Doetinchem ist ein niederländischer Volleyballverein. Die erste Männer-Mannschaft spielt in der ersten niederländischen Liga.

## Geschichte
Der Hauptverein wurde 1969 gegründet. Zunächst waren die Volleyballspieler bei Nachwuchswettbewerben mit den männlichen und weiblichen Mannschaften erfolgreich. In der Saison 1983/84 wurden die Frauen niederländischer Meister. 1977 spielten die Frauen erstmals im Europapokal und zwei Jahre später folgten die Männer. 2012 gelang der erste Gewinn der nationalen Meisterschaft bei den Männern. Diese wurden auch in der Saison 2018/19 niederländischer Meister.

## Organisation
Der Hauptverein ist unterteilt in eine „Stichting“, die sich um den Betrieb der männlichen Profimannschaft kümmert, und eine „Vereniging“, bei der die Nachwuchs- und Freizeitmannschaften organisiert werden. Die Mannschaften spielen in verschiedenen Spielklassen von der ersten Liga bis zur Freizeitliga.

## Weitere Mannschaften
Bei den Männern gibt es insgesamt sieben und bei den Frauen neun Mannschaften. Hinzu kommen fünf männliche und acht weibliche Nachwuchsteams.